# Tour Gan
Tour CB21, dawniej Tour Gan – wieżowiec w Paryżu, we Francji, w dzielnicy La Défense, o wysokości 187 m. Budynek został otwarty w 1974 i liczy 44 kondygnacje.